# Dapto
Dapto är en förort i Australien.   Den ligger i kommunen City of Wollongong och delstaten New South Wales, i den sydöstra delen av landet, 170 km nordost om huvudstaden Canberra. Dapto ligger 13 meter över havet och antalet invånare är 10 478.
Terrängen runt Dapto är platt åt sydost, men åt nordväst är den kuperad. Havet är nära Dapto åt sydost. Trakten är tätbefolkad. Närmaste större samhälle är Wollongong, 13,1 km nordost om Dapto. 